# Centre permanent d'initiatives pour l'environnement
 (novembre 2017).
Si vous disposez d'ouvrages ou d'articles de référence ou si vous connaissez des sites web de qualité traitant du thème abordé ici, merci de compléter l'article en donnant les références utiles à sa vérifiabilité et en les liant à la section « Notes et références ».
Le Centre permanent d’initiatives pour l’environnement (CPIE) est une marque déposée, un label reconnu par l'État français et un réseau d'associations œuvrant pour une meilleure prise en compte de l’environnement et du développement durable.

## Définition
Cette section ne s'appuie pas, ou pas assez, sur des sources secondaires ou tertiaires indépendantes du sujet. Le texte peut contenir des analyses inexactes ou inédites de sources primaires.
Pour l'améliorer, ajoutez-en, ou placez des modèles {{Source secondaire souhaitée}} ou {{Source secondaire nécessaire}} sur les passages mal sourcés. (mars 2025)
Un CPIE est un réseau associatif labellisé qui agit en faveur du développement durable dans deux domaines d’activités :
- l’accompagnement des territoires au service des politiques publiques et des projets d’acteurs (collectivités, entreprises ..) ;

- la sensibilisation et l’éducation de tous à l’environnement.

Il déploie ses activités dans les limites d'un territoire géographique bien défini et sa vocation est celle d'un fédérateur de compétences, dédié à l'animation et à la coordination du réseau d'acteurs œuvrant dans les domaines de la préservation de l'environnement et du développement durable.
Il s'attache tout particulièrement à favoriser les comportements, les pratiques et les décisions fondant le développement durable, c'est-à-dire une intégration de l'Homme et de ses organisations socio-économiques à l'environnement naturel, qui non seulement soit respectueuse de son intégrité et de la biodiversité, mais vise aussi à leur restauration, dès lors qu'elles se trouvent avoir été dégradées par le fait des activités humaines.
L'action d'un CPIE concerne un très large public, des décideurs aux citoyens ordinaires : élus locaux et collectivités territoriales ; populations scolaires et établissements éducatifs ; habitants et acteurs socioprofessionnels du territoire.
Il est à noter qu'en Alsace, les Centres d'initiation à la nature et à l'environnement (CINE) ont été mis en place par l'Association régionale pour l’initiation à l’environnement et à la nature en Alsace (ARIENA). Mais dans le cadre de la région Grand Est, les CINE alsaciens et les CPIE cherchent à harmoniser leurs labels. C'est ainsi que la Maison de la nature du Ried et de l'Alsace centrale et le CPIE Hautes-Vosges bénéficient du double label CINE et CPIE.

## L'Union nationale des Centres permanents d'initiatives pour l'environnement
L'Union nationale des Centres permanents d'initiatives pour l'environnement (UNCPIE) est une association reconnue d'utilité publique qui coordonne le réseau des CPIE. Elle constitue une plate-forme de ressources et d’appui pour le réseau des CPIE. Elle fait vivre le projet du réseau des CPIE et le réactualise régulièrement, fixe des priorités stratégiques pour des périodes données, assure une veille et une communication nationale et s'engage auprès des acteurs nationaux pour une meilleure prise en compte de l’environnement et du développement durable.
Le réseau CPIE, présent dans 64 départements et 14 régions, était constitué, en 2011, de 84 CPIE regroupés dans 16 Unions régionales et en 2023 de 88 CPIE. Il emploie plus de 900 salariés et regroupe 10 000 adhérents dont plus de 1000 personnes morales (collectivités, associations, établissements publics). Il gère un budget consolidé de 40 millions d’euros provenant des usagers, des collectivités et de leurs groupements, des services de l’État, d’établissements publics et d’entreprises.
Depuis 2022 et l'entrée du CPIE Boucles de la Marne, toutes les régions métropolitaines comptent un CPIE.

## Histoire des Centres permanents d'initiatives pour l'environnement
Cette section ne s'appuie pas, ou pas assez, sur des sources secondaires ou tertiaires indépendantes du sujet. Le texte peut contenir des analyses inexactes ou inédites de sources primaires.
Pour l'améliorer, ajoutez-en, ou placez des modèles {{Source secondaire souhaitée}} ou {{Source secondaire nécessaire}} sur les passages mal sourcés. (mars 2025)

### Naissance et développement
En 1972, le Comité interministériel d'action pour la nature et l'environnement (CIANE) décide de favoriser la création de centres spécialisés dans la pédagogie de terrain.
C'est ainsi que, de 1972 à 1976, sont créés 7 CPIE. En 1974, le ministère de l'Agriculture rejoint le groupe chargé du programme de réalisation des CPIE composé des ministères chargés de l'Environnement, de l'Éducation nationale, de la Jeunesse et des Sports. La double mission des CPIE est définie. Deux ans plus tard, un arrêté institue la commission nationale des CPIE. Jacques Pelletier, sénateur de l'Aisne, est le premier président de l'Union nationale des CPIE, qui dépose ses statuts et tient sa première assemblée générale en 1977.
En 1982, un protocole confiant la gestion du label à l'UNCPIE est signé avec le ministère de l'Environnement et le premier logo CPIE apparaît.
En 1993, Jean-François Le Grand, administrateur du CPIE du Cotentin, sénateur de la Manche, devient président de l'Union nationale des CPIE. Un an plus tard, l'Union nationale des CPIE est reconnue d'utilité publique.

### Nouvelles orientations
En 1997, sous la présidence d'Yvon Bec, président du CPIE de Haute-Auvergne et maire d'Aurillac, les Centres permanents d'initiation à l'environnement deviennent Centres permanents d'initiatives pour l'environnement. Ce changement de nom entérine l'évolution des CPIE, dont les missions vont au-delà des actions d'éducation à l'environnement.
En 2002 est adopté le "Projet de réseau", renouvelant ainsi le "Projet stratégique" de 1994. En 2007, les principes fondamentaux du réseau des CPIE sont réaffirmés en termes de valeurs, de modes d'agir, de domaines d'activités, de types d'usagers, tandis que le projet de réseau est revu et que sont adoptés trois orientations stratégiques et un plan d'actions pour les années 2008-2010.

### Nouveau positionnement
En 2015, les CPIE adoptent une nouvelle Charte nationale : en tant qu'artisans du changement environnemental, ils s'engagent à prolonger leurs actions d'éducation à l'environnement et d'accompagnement des territoires par un renforcement du pouvoir d'agir des citoyennes, des citoyens et des acteurs territoriaux.
En 2022, les 29 janvier et 4 février, 230 présidents, directeurs, bénévoles, salariés du réseau des CPIE se sont retrouvés pour aboutir à ce qui serra alors le nouveau récit de l'Union Nationale des CPIE : être facilitateur de l'action commune en territoire pour accélérer la transition écologique et solidaire.

## Liste
- Auvergne-Rhône-Alpes
  - CPIE Bugey-Genevois
  - CPIE Chablais-Léman
  - CPIE Clermont-Dômes
  - CPIE de Haute-Auvergne
  - CPIE des Monts du Pilat
  - CPIE du Velay
  - CPIE Savoie
  - CPIE Vercors

- Bourgogne-Franche-Comté
  - CPIE Bresse du Jura
  - CPIE du Haut-Doubs
  - CPIE du Haut-Jura
  - CPIE Pays de Bourgogne
  - CPIE Vallée de l'Ognon
  - CPIE Yonne et Nièvre[4]

- Bretagne
  - CPIE Belle-Île-en-Mer
  - CPIE Forêt de Brocéliande
  - CPIE Pays de Morlaix-Trégor
  - CPIE Val de Vilaine

- Centre-Val de Loire
  - CPIE Brenne- Berry
  - CPIE Touraine-Val de Loire

- Corse
  - CPIE Bastia-Golo-Méditerranée
  - CPIE Centre-Corse
  - CPIE d'Ajaccio

- Grand Est
  - CPIE de Meuse, ayant son siège à Bonzée
  - CPIE des Hautes-Vosges (CINE et CPIE)
  - CPIE du Sud-Champagne (CPIE du pays de Soulaines entre 1999 et 2020)
  - Maison de la nature du Ried et de l'Alsace centrale (CINE et CPIE)
  - CPIE Nancy-Champenoux

- Hauts-de-France
  - CPIE des pays de l'Aisne
  - CPIE des pays de l'Oise
  - CPIE Flandre maritime
  - CPIE la chaîne des terrils
  - CPIE Val d'Authie
  - CPIE Vallée de Somme
  - CPIE Villes de l'Artois

- Ile-de-France
  - CPIE Boucles de la Marne[5]

- Normandie
  - CPIE Collines normandes[6]
  - CPIE du Cotentin
  - CPIE Terres de l'Eure-Pays d'Ouche[7]
  - CPIE Vallée de l'Orne, chargé de la gestion du musée d'initiation à la nature, à Caen, et de la maison de la nature et de l'estuaire, à Sallenelles

- Nouvelle-Aquitaine
  - CPIE Béarn
  - CPIE de la Corrèze[8]
  - CPIE de Gâtine poitevine
  - CPIE des pays creusois
  - CPIE du Périgord-Limousin
  - CPIE Littoral basque
  - CPIE Marennes-Oléron
  - CPIE Médoc
  - CPIE Pays basque
  - CPIE Payes de Serres-Vallée du Lot
  - CPIE Seignanx et Adour
  - CPIE Seuil du Poitou
  - CPIE Val de Gartempe

- Occitanie
  - CPIE Apieu - Territoires de Montpellier
  - CPIE Bassin de Thau
  - CPIE Bigorre-Pyrénées
  - CPIE de l'Ariège
  - CPIE de Lozère
  - CPIE des Causses méridionaux
  - CPIE des pays tarnais
  - CPIE du Haut-Languedoc
  - CPIE du Rouergue
  - CPIE pays gersois
  - CPIE Quercy-Garonne
  - CPIE Terres toulousaines

- Pays de la Loire
  - CPIE Logne et Grand-Lieu
  - CPIE Loire-Anjou
  - CPIE Loire océane
  - CPIE Mayenne-Bas-Maine
  - CPIE Pays de Nantes
  - CPIE Sèvre et Bocage
  - CPIE Vallées de la Sarthe (rivière) et du Loir

- Provence-Alpes-Côte d'Azur
  - CPIE Alpes de Provence
  - CPIE Côte provençale
  - CPIE de Haute-Durance
  - CPIE des îles de Lérins et Pays d'Azur
  - CPIE des pays de Vaucluse
  - CPIE du pays d'Aix
  - CPIE Rhône-Pays d'Arles

- La Réunion
  - CPIE Mascarin